# Berberis chiapensis
Berberis chiapensis är en berberisväxtart som först beskrevs av Cyrus Longworth Lundell, och fick sitt nu gällande namn av Cyrus Longworth Lundell. Berberis chiapensis ingår i släktet berberisar, och familjen berberisväxter. Inga underarter finns listade i Catalogue of Life.